# Котайк
Котайк (на арменски: Կոտայքի մարզ) е област в централна Армения с площ от 2089 кв. км. Областният ѝ център е град Раздан.

## Население
- 251 600 (по приблизителна оценка за януари 2018 г.)[1]